# Zawias

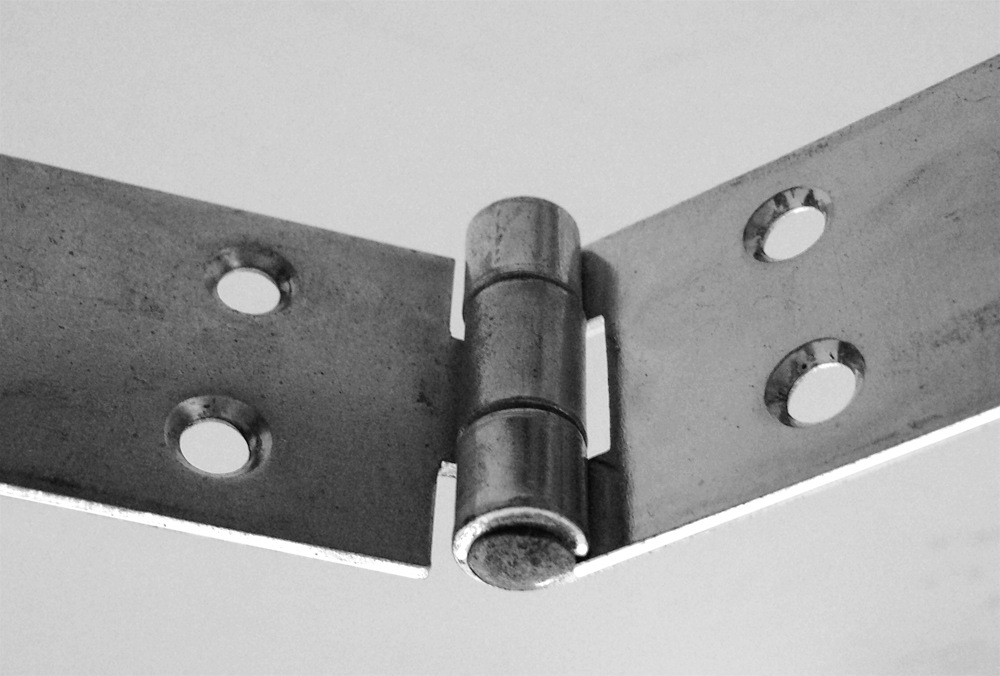
Zawias

Zawias – okucie umożliwiające ruch, składające się zazwyczaj z dwóch członów połączonych przegubowo, z których jeden jest przytwierdzony do skrzydła (okna, drzwi), drugi do ościeżnicy lub bezpośrednio do wewnętrznej powierzchni otworu drzwiowego.

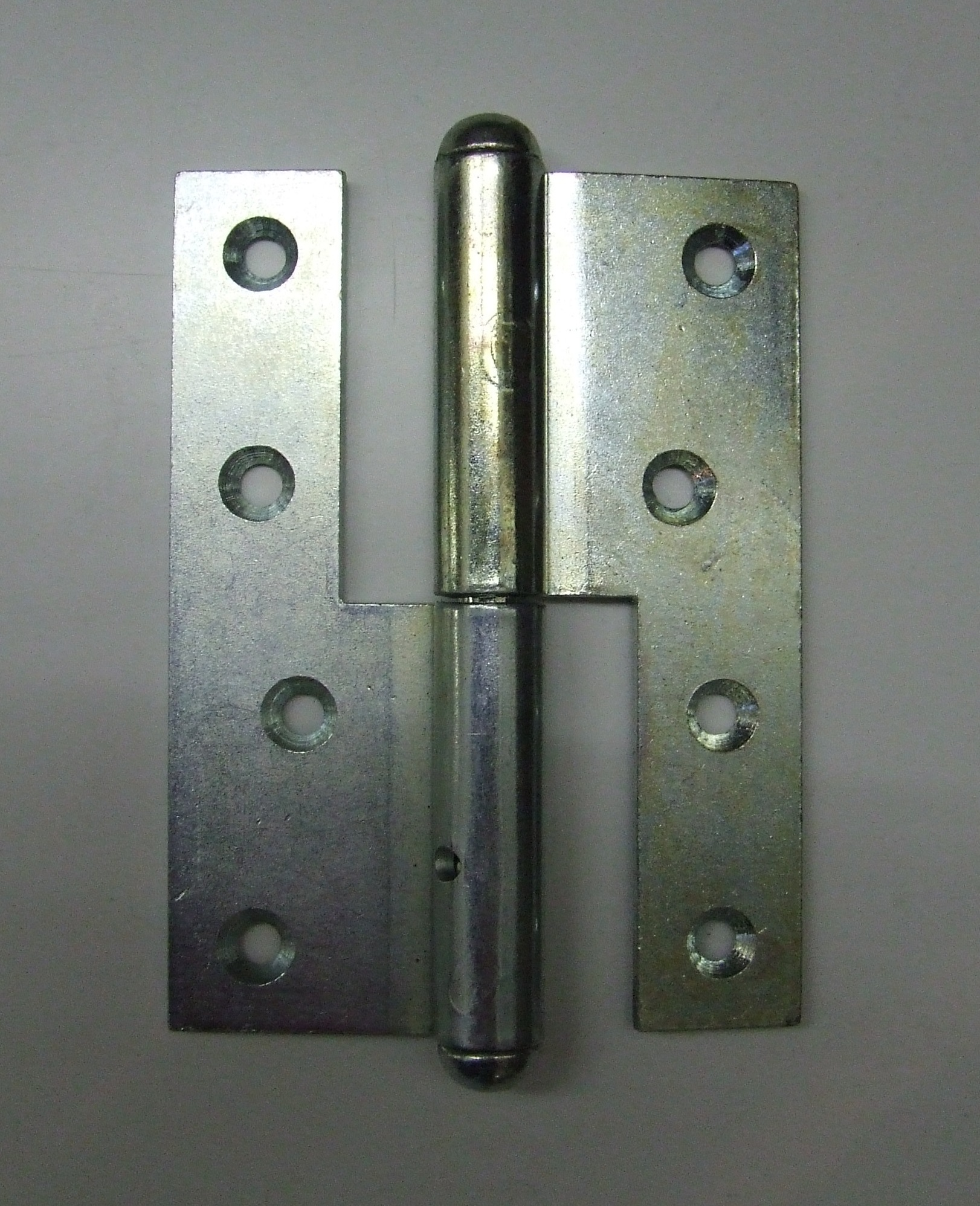
Zawias rozłączny